# Пашківці (Дністровський район)
Пашкі́вці — село в Хотинській міській громаді Дністровського району Чернівецької області України.

## Географія
Поблизу села протікає річка Сталінешти.

## Історія
Перша письмова згадка про село датована 1655 роком у Молдавському літописі.
За даними на 1859 рік у власницькому селі Хотинського повіту Бессарабської губернії, мешкало 774 особи (390 чоловічої статі та 384 — жіночої), налічувалось 125 дворових господарств, існувала православна церква.
Станом на 1886 рік у власницькому селі Данкоуцької волості мешкало 1067 осіб, налічувалось 190 дворових господарств, існувала православна церква.
1907 року збудовано приміщення сільської школи.
З листопада 1918 року під Румунською владою.
Мешканці села зазнали каральної акції операції «Захід».
З 24 серпня 1991 року село входить до складу незалежної України.
У 2018 році шляхом об'єднання сільських рад, село увійшло до складу Хотинської міської громади.
17 липня 2020 року, в результаті адміністративно-територіальної реформи та ліквідації Хотинського району, село увійшло до складу Дністровського району.